# None So Vile
None So Vile è il secondo album dei Cryptopsy, pubblicato nel 1996 per la ora defunta Wrong Again Records. Il disco venne registrato al Victor Studio di Montréal ed in seguito venne ristampato dalla Displeased Records. La copertina è un dipinto di Elisabetta Sirani intitolato Erodiade con la testa di San Giovanni Battista.

## Tracce
1. Crown of Horns – 3:57
2. Slit Your Guts – 4:02
3. Graves of the Fathers – 4:11
4. Dead and Dripping – 3:53
5. Benedictine Convulsions – 4:00
6. Phobophile – 4:38
7. Lichmistress – 2:31
8. Orgiastic Disembowelment – 4:51

## Formazione
- Lord Worm - voce
- Jon Levasseur - chitarra
- Eric Langlois - basso
- Flo Mounier - batteria